# Staśmienie

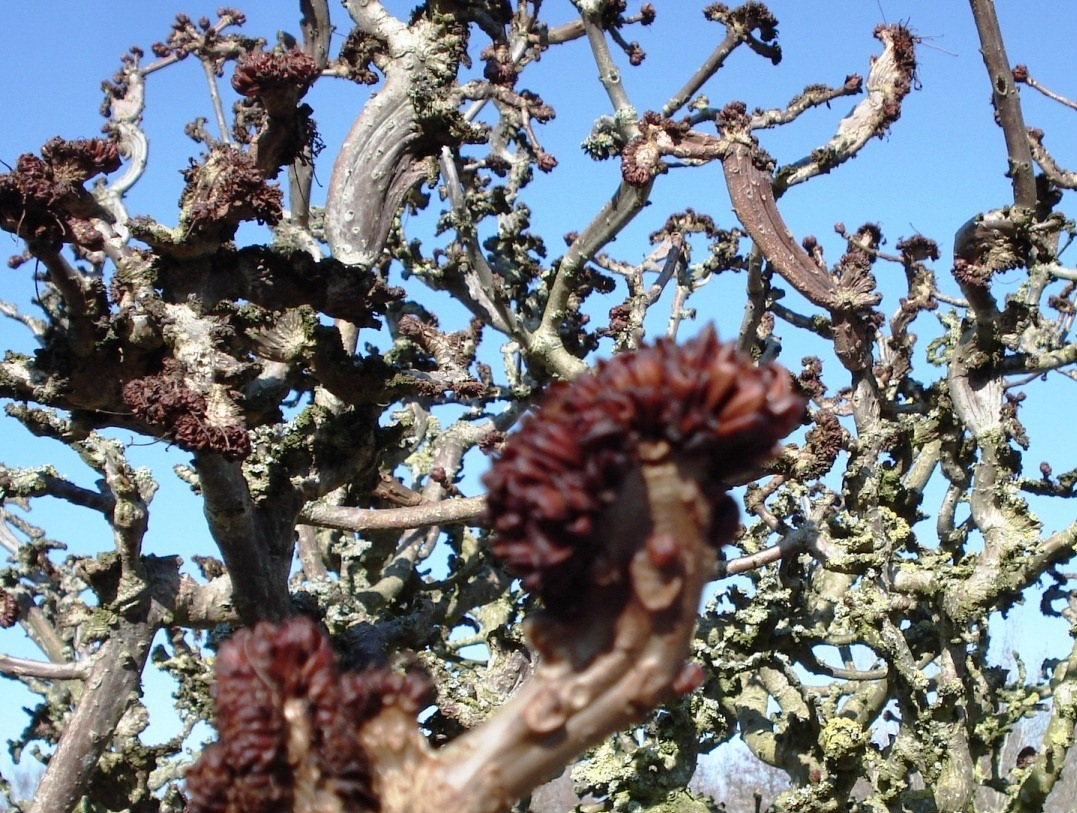
Staśmienie pędów kasztanowca pospolitego

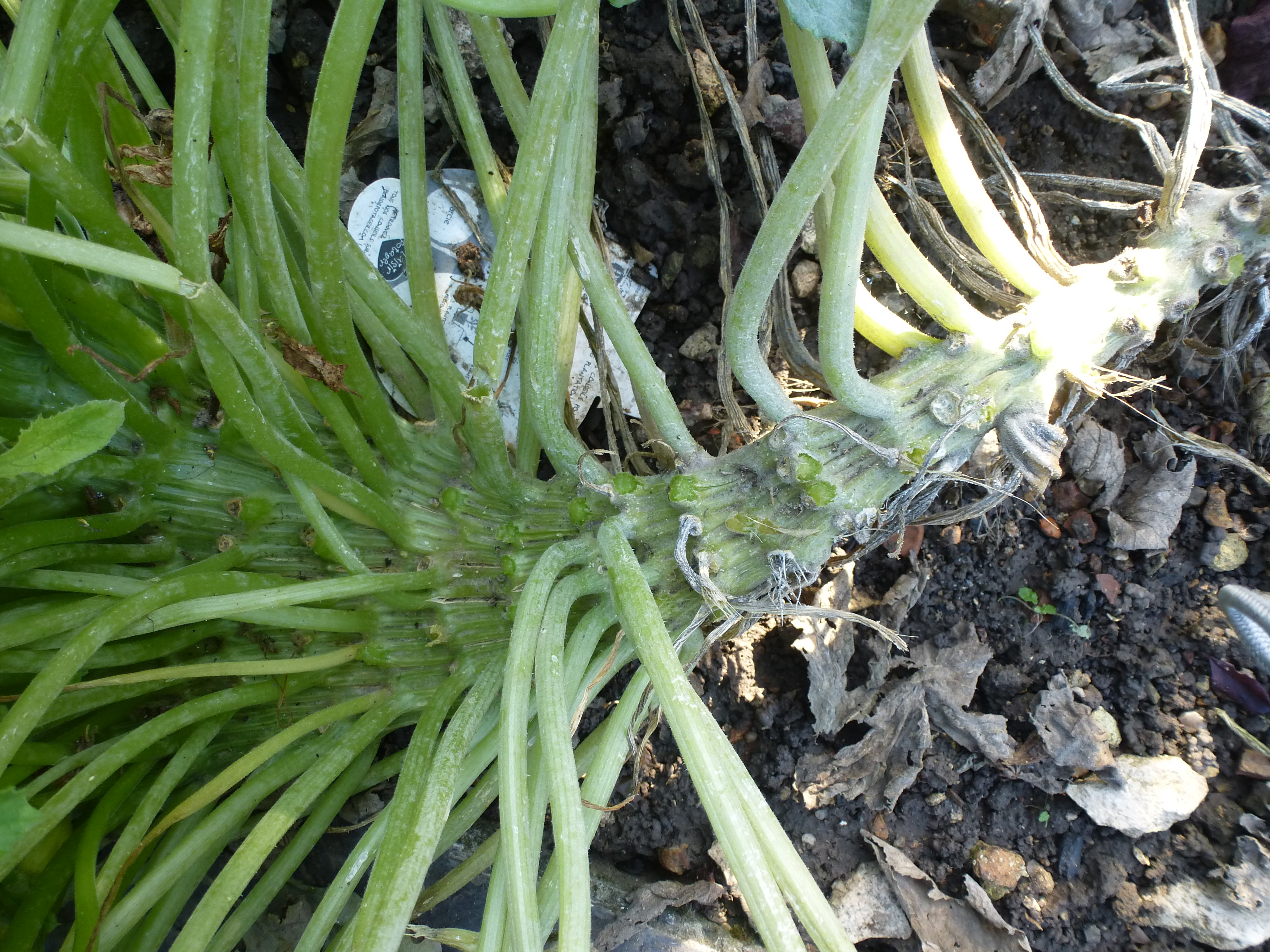
Staśmienie łodygi dyni zwyczajnej

Staśmienie, czyli fascjacja – silne spłaszczenie niektórych części rośliny. Występuje u wielu gatunków. Obserwowano je na łodydze, szypułce kwiatostanu i na całym kwiatostanie. Jest to objaw chorobowy zaliczany do grupy dziwotworów.
Najczęściej występującym typem fascjacji jest fascjacja liniowa, czyli wstęgowata. Istnieje kilka teorii usiłujących wytłumaczyć zjawisko fascjacji:
- w wyniku równoległego wzrostu kilku znajdujących się obok siebie merystemów wierzchołkowych lub pąków następuje nienaturalne zrastanie się kilku narządów rośliny, np. pędów, kwiatostanów czy kwiatów
- fascjacje powstają wskutek nieprawidłowego rozrastania się pojedynczego stożka wzrostu; spowodowane to jest intensywnym i nierównomiernym podziałem komórek merystemu

Na powstawanie fascjacji wywierają wpływ czynniki środowiska. U licznych gatunków roślin przeniesionych z południa Rosji i z Kaukazu w ciężkie warunki polarno-alpejskie nastąpił znaczny wzrost fascjacji. Wystąpiła ona tutaj aż u a 136 gatunków roślin należących do 19 rodzin.
Fascjacje można różnymi zabiegami sztucznie sprowokować. Wywołują je np.:
- obcięcie lub uszkodzenie stożka wzrostu u siewek
- przetrzymywanie przed kwitnieniem roślin w warunkach suszy, a następnie szybkie poprawienie ich warunków nawodnienia i intensywne dokarmianie
- naświetlanie nasion lub siewek promieniowaniem rentgenowskim
- poddanie działaniu kolchicyny, heteroauksyny i innych substancji pobudzających wzrost
- zaburzenie bilansu wodnego i odżywieniowego
- uszkodzenia spowodowane przez owady
- patologiczne oddziaływanie grzybów, bakterii lub wirusów[2].